# La asfixia perinatal
La asfixia perinatal, asfixia neonatal o asfixia durante el parto, es una condición médica que se produce por la falta de oxígeno en recién nacidos durante el parto y dura lo suficiente como para causar algún tipo de daño físico que, por lo general, afecta al cerebro. El daño por hipoxia puede afectar a la mayoría de los órganos de un lactante (el corazón, los pulmones, el hígado, los intestinos, los riñones, entre otros); sin embargo, el daño cerebral es lo que más preocupa y es quizás el daño con menos probabilidades de sanar por completo y de forma rápida. En casos más severos, el lactante sobrevive, pero queda con un daño cerebral que se puede manifestar a nivel neurológico, por ejemplo, como un retraso en el desarrollo psicomotor o como una discapacidad intelectual; o a nivel fisiológico, por ejemplo, como una espasticidad.
La asfixia perinatal ocurre principalmente debido a una brusca disminución de la presión arterial de la madre u a otro obstáculo importante que interfiera con el flujo sanguíneo en el cerebro del lactante durante el parto. Dicha situación puede deberse a una mala circulación o perfusión, a una insuficiencia respiratoria o a una ventilación inadecuada. La asfixia perinatal afecta a entre 2 y 10 de cada mil recién nacidos a término y a un número mayor en el caso de bebés prematuros. La OMS estima que la cifra anual de mortalidad neonatal por asfixia durante el parto es de 4 millones, cifra que representa el 38% de las muertes en niños menores de 5 años.
La asfixia perinatal puede ser causada por una encefalopatía hipóxica isquémica o una hemorragia intraventricular, especialmente en bebés prematuros. Los bebés que sufren de asfixia perinatal severa por lo general presentan una disminución del tono normal de la piel (cianosis), la perfusión, la capacidad de reacción, la tonificación y la capacidad pulmonar, que corresponden a parámetros que se miden con el test de Apgar, un examen que dura 5 minutos. La asfixia extrema puede producir un paro cardiorrespiratorio e incluso ocasionar la muerte; en el caso de que se logre reanimar al lactante, este por lo general es derivado a la Unidad de Cuidados Intensivos Neonatales.
Durante mucho tiempo ha existido un debate científico respecto de si se debería reanimar a un recién nacido que sufre de asfixia, suministrando un 100% de oxígeno o aire normal. Se ha comprobado que las altas concentraciones de oxígeno causan la producción de oxígeno radical, el cual es uno de los causantes de las lesiones por reperfusión que suelen presentarse después de la asfixia. Las investigaciones realizadas por Ola Didrik Saugstad y otros especialistas permitieron elaborar nuevas directrices internacionales para la reanimación de recién nacidos en 2010, en las cuales recomiendan el uso de aire normal en lugar de 100% de oxígeno.
Existen controversias considerables sobre el diagnóstico de la asfixia durante el parto debido a razones médico-legales. Se evita emplear este término en el campo de la obstetricia moderna, debido a su falta de precisión.

## Causas
- Oxigenación insuficiente de la sangre de la madre debido a cardiopatías, neumonía, insuficiencia respiratoria o a hipoventilación durante la anestesia
- Disminución de la presión arterial de la madre debido a hipotensión, por ejemplo, a causa de una compresión de la vena cava y de la aorta o exceso de anestesia
- Relajación insuficiente del útero debido a un exceso de oxitocina
- Desprendimiento prematuro de la placenta
- Insuficiencia placentaria
- Enrrollamiento del cordón umbilical alrededor del cuello del recién nacido

## Factores de riesgo
- Madres que son jóvenes o adultas mayores
- Ruptura prolongada de membranas
- Líquido amniótico con meconio
- Embarazo múltiple
- Cuidados prenatales deficientes
- Bebés que nacen con bajo peso
- Presentación fetal anómala
- Estimulación del trabajo de parto con oxitocina
- Hemorragia prenatal
- Eclampsia y preeclampsia severa
- Anemia antes y durante el parto[10]

## Tratamiento
- a) Despejar las vías respiratorias: mediante succión o intubación endotraqueal, en caso de ser necesaria.
- b) Ventilación: mediante estimulación táctil, ventilación con presión positiva (VPP), respirador manual o tubo traqueal
- c) Circulación: mediante compresiones en el pecho y suministro de fármacos en caso de ser necesario
- d) Fármacos: adrenalina 0,1 ml/kg
- Tratamiento contra la hipotermia para reducir el daño cerebral
- Epinefrina 1:1000 (0,1 - 0,3 ml/kg) por vía intravenosa
- Administrar una solución salina para tratar la hipovolemia

## Epidemiología

Años de vida ajustados en función de la discapacidad en el caso de la asfixia perinatal y del trauma del nacimiento por cada 100.000 habitantes en 2002

En un informe de la Organización Mundial de la Salud publicado en 2008, se estima que 900.000 niños mueren cada año a causa de la asfixia durante el parto, lo que la convierte en la principal causa de muerte en recién nacidos.
En Estados Unidos, la hipoxia fetal y la asfixia perinatal ocuparon el puesto número 10 en la lista de las principales causas de mortalidad neonatal.

## Aspectos médico-legales
Actualmente existe una controversia relacionada con las definiciones médico-legales y los impactos de la asfixia perinatal. Los abogados de los demandantes por lo general se inclinan por la tesis de que la asfixia perinatal en muchos casos se puede prevenir y que muchas veces se debe a una atención deficiente o a un error humano. Han usado algunos estudios a su favor, los cuales han demostrado que, “…a pesar de que existen otras posibles causas, la asfixia y la hipoxia afectan a un gran número de bebés; sin embargo, son las causas de la parálisis cerebral que se pueden prevenir." El Congreso Estadounidense de Obstetras y Ginecólogos alega que las condiciones como la parálisis cerebral generalmente son atribuibles a causas que se pueden prevenir, en vez de asociarlas con situaciones que surgen antes del nacimiento y del parto.